# Пенициллиназа

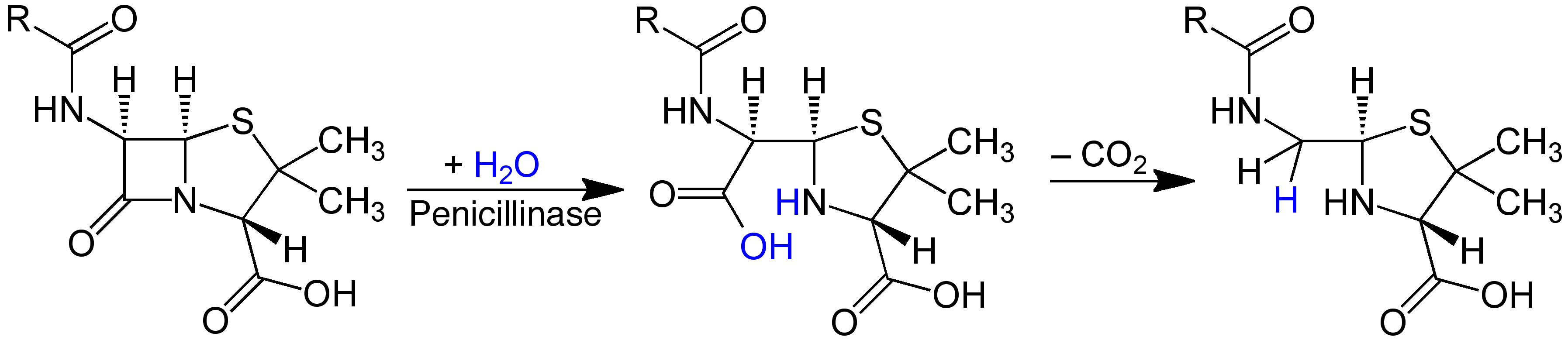
Пенициллиназа

Пенициллиназа (англ. penicillinase) — фермент, обладающий способностью расщеплять (инактивировать) β-лактамные антибиотики (пенициллины и цефалоспорины).
Пенициллиназа образуется некоторыми видами бактерий, которые в процессе эволюции выработали свойство подавлять пенициллин и другие антибиотики. В связи с этим отмечается резистентность таких бактерий к антибиотикам.
Очищенная пенициллиназа также может использоваться для лечения аллергических реакций на пенициллин (например, при анафилактическом шоке).
Пенициллиназа была первым изученным ферментом из группы Бета-лактамаз. Фермент был выделен в 1940 году из Грамотрицательной E. coli даже раньше, чем пенициллин был введен в широкую клиническую практику. Позже были найдены пенициллиназ-резистентные бета-лактамные антибиотики, например, метициллин, однако в настоящее время многие бактерии устойчивы и к нему.